# Frieden von Madrid (1630)

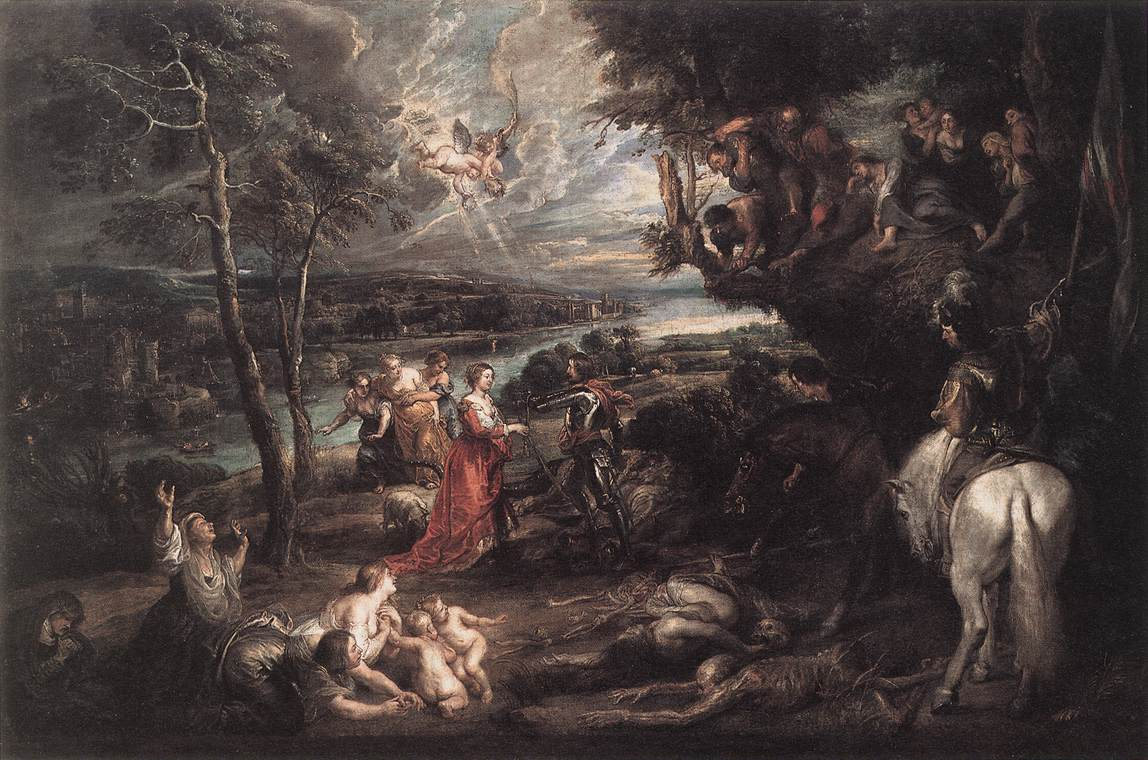
Während seines Aufenthaltes in England malte Peter Paul Rubens das Gemälde “Eine Landschaft mit dem Heiligen Georg und dem Drachen”. Es zeigt König Charles I. als den Heiligen Georg und Henrietta Maria. In der Darstellung hat Charles dem Land den Frieden gebracht, was eine Anspielung auf den Frieden von Madrid ist.

Der Frieden von Madrid vom 15. November 1630 beendete den Englisch-Spanischen Krieg der Jahre 1625 bis 1630.
Der Krieg war von England vor allem begonnen worden, um die protestantische Partei im Deutschen Reich und den Niederlanden gegen das katholische Spanien zu unterstützen. Der hauptsächlich auf See geführte Konflikt erreichte nie eine besonders hohe Intensität und ebbte schließlich fast ganz ab, nachdem sowohl England (→ Englisch-Französischer Krieg) als auch Spanien (→ Mantuanischer Erbfolgekrieg) in andere Kriege verwickelt wurden. Dies gab auch den Ausschlag für den Beginn von Friedensverhandlungen sowie den wechselseitigen Austausch von Gesandten, zu denen auch der Maler Peter Paul Rubens gehörte.
Anfang 1630 reiste der ehemalige Botschafter Sir Francis Cottington (1579–1652) nach Madrid, wo er neun Monate verhandelte. Basis für die Verhandlungen sollte der Frieden von London von 1604 sein, wobei allerdings in Hinblick auf den Westindien-Handel gefordert wurde, dass englische Händler nicht schlechter gestellt werden dürften als diejenigen anderer Nationen. Weiterhin bestand König Charles I. auf sein eigentliches Kriegsziel: Die Räumung der Kurpfalz von spanischen Truppen.
Erst als dieser Punkt von der englischen Seite fallen gelassen wurde, konnte man sich schließlich einigen. Man kehrte weitgehend zum Vorkriegszustand zurück, indem man, von einigen Modifikationen abgesehen, zum Frieden von London zurückkehrte. Der Vertrag wurde am 5. Novemberjul. / 15. November 1630greg. abgeschlossen, am 5. Dezemberjul. / 15. Dezember 1630greg. bekannt gemacht und zwei Tage darauf von den jeweiligen Monarchen Charles I. und Felipe IV. ratifiziert. Bedeutend war, dass man seitens der Engländer die Abmachungen erstmals auch für die weit entfernt liegenden Kolonien für verbindlich ansah. Zuvor wurde im Sinne des von Francis Drake bekannten Ausspruchs no peace beyond the line davon ausgegangen, dass Verträge in Europa die kolonialen Gegebenheiten nicht berühren würden.